# Олимпийская сборная Боливии по футболу
Олимпийская сборная Боливии по футболу (исп. Selección olímpica de fútbol de Bolivia) — команда, представляющая Боливию на Олимпийских и Панамериканских играх в дисциплине «Футбол». В заявку сборной могут включаться игроки не старше 23 лет, за исключением трёх футболистов, которые могут быть старше этого возраста.

## Достижения

### Олимпийские игры
| Олимпийские игры | Олимпийские игры | Олимпийские игры       | Олимпийские игры       | Олимпийские игры       | Олимпийские игры       | Олимпийские игры       | Олимпийские игры       | Олимпийские игры       | Олимпийские игры       |
| Год              | Город            | Раунд                  | М                      | И                      | В                      | Н                      | П                      | ГЗ                     | ГП                     |
| ---------------- | ---------------- | ---------------------- | ---------------------- | ---------------------- | ---------------------- | ---------------------- | ---------------------- | ---------------------- | ---------------------- |
| 1992             | Барселона        | Не прошли квалификацию | Не прошли квалификацию | Не прошли квалификацию | Не прошли квалификацию | Не прошли квалификацию | Не прошли квалификацию | Не прошли квалификацию | Не прошли квалификацию |
| 1996             | Атланта          | Не прошли квалификацию | Не прошли квалификацию | Не прошли квалификацию | Не прошли квалификацию | Не прошли квалификацию | Не прошли квалификацию | Не прошли квалификацию | Не прошли квалификацию |
| 2000             | Сидней           | Не прошли квалификацию | Не прошли квалификацию | Не прошли квалификацию | Не прошли квалификацию | Не прошли квалификацию | Не прошли квалификацию | Не прошли квалификацию | Не прошли квалификацию |
| 2004             | Афины            | Не прошли квалификацию | Не прошли квалификацию | Не прошли квалификацию | Не прошли квалификацию | Не прошли квалификацию | Не прошли квалификацию | Не прошли квалификацию | Не прошли квалификацию |
| 2008             | Пекин            | Не прошли квалификацию | Не прошли квалификацию | Не прошли квалификацию | Не прошли квалификацию | Не прошли квалификацию | Не прошли квалификацию | Не прошли квалификацию | Не прошли квалификацию |
| 2012             | Лондон           | Не прошли квалификацию | Не прошли квалификацию | Не прошли квалификацию | Не прошли квалификацию | Не прошли квалификацию | Не прошли квалификацию | Не прошли квалификацию | Не прошли квалификацию |
| 2016             | Рио-де-Жанейро   | Не прошли квалификацию | Не прошли квалификацию | Не прошли квалификацию | Не прошли квалификацию | Не прошли квалификацию | Не прошли квалификацию | Не прошли квалификацию | Не прошли квалификацию |
| 2020             | Токио            | Не прошли квалификацию | Не прошли квалификацию | Не прошли квалификацию | Не прошли квалификацию | Не прошли квалификацию | Не прошли квалификацию | Не прошли квалификацию | Не прошли квалификацию |
| 2024             | Париж            | Не прошли квалификацию | Не прошли квалификацию | Не прошли квалификацию | Не прошли квалификацию | Не прошли квалификацию | Не прошли квалификацию | Не прошли квалификацию | Не прошли квалификацию |
| Итого            | Итого            | -                      | 0/9                    | -                      | -                      | -                      | -                      | -                      | -                      |

### Предолимпийский турнир
| Предолимпийский турнир | Предолимпийский турнир | Предолимпийский турнир | Предолимпийский турнир | Предолимпийский турнир | Предолимпийский турнир | Предолимпийский турнир | Предолимпийский турнир | Предолимпийский турнир |
| Год                    | Страна                 | Раунд                  | И                      | В                      | Н                      | П                      | ГЗ                     | ГП                     |
| ---------------------- | ---------------------- | ---------------------- | ---------------------- | ---------------------- | ---------------------- | ---------------------- | ---------------------- | ---------------------- |
| 1960                   | Перу                   | Не участвовали         | Не участвовали         | Не участвовали         | Не участвовали         | Не участвовали         | Не участвовали         | Не участвовали         |
| 1964                   | Перу                   | Не участвовали         | Не участвовали         | Не участвовали         | Не участвовали         | Не участвовали         | Не участвовали         | Не участвовали         |
| 1968                   | Колумбия               | Не участвовали         | Не участвовали         | Не участвовали         | Не участвовали         | Не участвовали         | Не участвовали         | Не участвовали         |
| 1972                   | Парагвай               | Групповой этап         | 4                      | 1                      | 2                      | 1                      | 5                      | 5                      |
| 1976                   | Бразилия               | Не участвовали         | Не участвовали         | Не участвовали         | Не участвовали         | Не участвовали         | Не участвовали         | Не участвовали         |
| 1980                   | Колумбия               | Групповой этап         | 6                      | 1                      | 1                      | 4                      | 3                      | 16                     |
| 1984                   | Эквадор                | Не участвовали         | Не участвовали         | Не участвовали         | Не участвовали         | Не участвовали         | Не участвовали         | Не участвовали         |
| 1987                   | Боливия                | Финальный этап         | 7                      | 4                      | 1                      | 2                      | 8                      | 6                      |
| 1992                   | Парагвай               | Групповой этап         | 3                      | 0                      | 0                      | 3                      | 1                      | 9                      |
| 1996                   | Аргентина              | Групповой этап         | 4                      | 1                      | 0                      | 3                      | 6                      | 9                      |
| 2000                   | Бразилия               | Групповой этап         | 4                      | 0                      | 0                      | 4                      | 4                      | 12                     |
| 2004                   | Чили                   | Групповой этап         | 4                      | 0                      | 0                      | 4                      | 5                      | 10                     |
| 2020                   | Колумбия               | Групповой этап         | 4                      | 2                      | 0                      | 2                      | 8                      | 10                     |
| 2024                   | Венесуэла              | Групповой этап         | 4                      | 1                      | 1                      | 2                      | 5                      | 6                      |
| Итого                  | Итого                  | Финальный этап         | 40                     | 10                     | 5                      | 25                     | 45                     | 83                     |

### Панамериканские игры
| Панамериканские игры                     | Панамериканские игры | Панамериканские игры   | Панамериканские игры   | Панамериканские игры   | Панамериканские игры   | Панамериканские игры   | Панамериканские игры   | Панамериканские игры   | Панамериканские игры   |
| Год                                      | Город                | Раунд                  | М                      | И                      | В                      | Н                      | П                      | ГЗ                     | ГП                     |
| ---------------------------------------- | -------------------- | ---------------------- | ---------------------- | ---------------------- | ---------------------- | ---------------------- | ---------------------- | ---------------------- | ---------------------- |
| До 1995 года участвовала главная сборная |                      |                        |                        |                        |                        |                        |                        |                        |                        |
| 1999                                     | Виннипег             | Не прошли квалификацию | Не прошли квалификацию | Не прошли квалификацию | Не прошли квалификацию | Не прошли квалификацию | Не прошли квалификацию | Не прошли квалификацию | Не прошли квалификацию |
| 2003                                     | Санто-Доминго        | Не прошли квалификацию | Не прошли квалификацию | Не прошли квалификацию | Не прошли квалификацию | Не прошли квалификацию | Не прошли квалификацию | Не прошли квалификацию | Не прошли квалификацию |
| 2007                                     | Рио-де-Жанейро       | Полуфинал              | Четвёртое              | 5                      | 2                      | 1                      | 2                      | 7                      | 5                      |
| 2011                                     | Гвадалахара          | Не прошли квалификацию | Не прошли квалификацию | Не прошли квалификацию | Не прошли квалификацию | Не прошли квалификацию | Не прошли квалификацию | Не прошли квалификацию | Не прошли квалификацию |
| 2015                                     | Торонто              | Не прошли квалификацию | Не прошли квалификацию | Не прошли квалификацию | Не прошли квалификацию | Не прошли квалификацию | Не прошли квалификацию | Не прошли квалификацию | Не прошли квалификацию |
| 2019                                     | Лима                 | Не прошли квалификацию | Не прошли квалификацию | Не прошли квалификацию | Не прошли квалификацию | Не прошли квалификацию | Не прошли квалификацию | Не прошли квалификацию | Не прошли квалификацию |
| 2023                                     | Сантьяго             | Не прошли квалификацию | Не прошли квалификацию | Не прошли квалификацию | Не прошли квалификацию | Не прошли квалификацию | Не прошли квалификацию | Не прошли квалификацию | Не прошли квалификацию |
| Итого                                    | Итого                | Полуфинал              | 1/7                    | 5                      | 2                      | 1                      | 2                      | 7                      | 5                      |